# Rebelote (film)
Rebelote est un film français réalisé par Jacques Richard, sorti en 1984.

## Fiche technique
- Titre : Rebelote
- Réalisation : Jacques Richard
- Scénario : Jacques Richard
- Photographie : Dominique Brenguier
- Montage : Luc Barnier
- Décors : Anne Grossouard-Slaveska et Denis Mercier
- Musique : Pierre Jansen, Didier Durand (thèmes rock/guitare électrique)
- Sociétés de production : Les Films Élémentaires - Garance Films
- Pays d'origine :  France
- Genre : drame
- Durée : 80 minutes
- Date de sortie : 29 février 1984

## Distribution
- Jean-Pierre Léaud
- Olga Georges-Picot
- Christophe Bazzini
- Jacques Robiolles
- Claude Avril
- Tina Aumont
- Maurice Garrel
- Philippe Castelli
- Mado Maurin
- Gabrielle Lazure
- Sabine Delouvrier
- Dominique Maurin
- Bernard Musson
- Corynne Charby
- Gonzague Saint Bris
- Béatrice Costantini
- Vince Taylor